# Leitzersdorf
Leitzersdorf är en ort och kommun i Österrike. Den ligger i distriktet Korneuburg i förbundslandet Niederösterreich, 25 km norr om huvudstaden Wien. 
Kommunen består av fem orter (Ortschaften) (inom parentes invånarantal 1 januari 2024):
- Hatzenbach (148)
- Kleinwilfersdorf (152)
- Leitzersdorf (616)
- Wiesen (94)
- Wollmannsberg (149)